# 응애
응애(mites)는 진드기아강에 속하는 진드기(ticks)를 제외한 모든 절지동물의 총칭이다. 진드기를 "큰진드기"라고 부르는 대신에 응애는 작은진드기 또는 좀진드기라고 부른다. 몸길이가 1~2mm인 거미강의 동물이다. 전 세계적으로 분포하며 농업해충의 종류가 많다.

## 몸 구조
거미와 비슷하여 몸이 둥글고, 표면에는 수많은 강모(센털)와 털이 나 있다. 이러한 털이 주로 감각기 구실을 한다. 응애도 거미의 유생이 실을 이용하여 분산하는 것처럼 분산에 실을 이용한다(사과응애·귤응애 등). 분산의 경우와는 달리 기주식물의 잎에서 굴러떨어지는 것을 방지하는 생명의 줄 역할을 하는 것도 있다(귤응애 등). 몸빛깔은 노란색·황록색·귤색·갈색·붉은색 등 다양하다. 암컷은 달걀모양 또는 공모양이며, 수컷은 암컷보다 작고 홀쭉하며 역삼각형 모양이다. 식물의 잎이나 줄기에 침을 찔러 넣고 세포의 내용물을 빨아먹기 때문에 가해부는 흰 얼룩무늬로 남으며, 열매를 가해하는 수도 있다.

## 생활사
알→애벌레→제1약충→제2약충→성충으로 나눌 수 있다. 다리는 유충에서는 여섯 개, 제1약충 이후는 여덟 개가 된다. 발육속도가 빠른 종류가 많아 연간 10세대 이상을 경과하는 종류도 있다.

## 방제
반복되는 농약살포로 인한 약제저항성을 갖춘 응애의 출현이 세계적으로 문제가 되고 있다. 따라서 응애의 방제에 천적인 진드기류를 이용하는 생물적 방제나 농약과 진드기류를 병용하는 종합적 방제가 연구되고 있다. 중요한 농업해충으로는 귤응애·사과응애·벚나무응애 등이 있다.

## 같이 보기
- 꿀벌응애